# Johannes Capreolus

In libros sententiarum amplissimae quaestiones, 1589

Johannes Capreolus, O.P., también conocido como Jean Capréolus o Juan Capreolo (ca. 1380 en la diócesis de Rodez, en Francia - ídem, 6 de abril de 1444) fue un religioso francés de la Orden de Predicadores, uno de los primeros seguidores de Tomás de Aquino. En ocasiones ha sido llamado Príncipe de los tomistas. Sus Cuatro Libros en defensa de la teología de santo Tomás de Aquino iniciaron una renovación del tomismo.

## Biografía
Sólo algunos pocos detalles de su vida son conocidos. Fue un dominico incardinado en la provincia de Toulouse, y maestro general de su orden en Poitiers en 1407, le fue asignada la tarea de comentar el Liber sententiarum en la Universidad de París. Comenzó en 1408 y consiguió un gran éxito.
Al año siguiente terminó la primera parte de su famosa defensa de la teología de Tomás de Aquino. En la Sorbonne pasó todos los exámenes y obtuvo grados académicos en 1411 y en 1415. Después de servir un tiempo como regente de estudios en Toulouse terminó en Rodez, donde trabajó en sus comentarios completando las tres partes restantes en 1426, 1428 y 1433.

## Obras
En el prefacio de un compendio de la obra de Capreolo, escrito por Isidoro de Isolanis, se afirma que los manuscritos allí presentes estuvieron a punto de quemarse en un incendio, pero un hermano lego logró salvarlos, para alegría del autor, entrado ya en años.
Aunque siguiendo el orden de Las sentencias, los comentarios de Capreolo son una exposición aguda y calma de las enseñanzas de Tomás de Aquino, así como una defensa completa contra sus críticos y detractores, entre los que pueden contarse a Enrique de Gante, Juan de Ripa, Johannes Duns Scoto, Guido el carmelita, Petrus Aureolus, Durando, Gregorio de Rímini, Guillermo de Ockham y otros nonimalistas. Numerosas y apropiadas citas muestran que Johannes Capreolo conocía muy bien a Aristóteles y a Averroes, su comentador. Su escrupulosa fidelidad a Tomás de Aquino le valió el apodo de "Alma de Tomás".
Sus comentarios fueron publicados en cuatro volúmenes en folio en Venecia en 1483, en 1514, en 1519 y en 1589. En 1881, el obispo Borret de Rodez, quien había escrito la biografía y preparado las obras de Capreolo, sugirió que se realizara una edición crítica de sus comentarios, tarea que fue llevada a cabo por los dominicos. Sus publicaciones comenzaron en Tours en el año 1900 bajo el título Johannis Capreoli Tholosani, Ordinis Praedicatorum, Thomistarum principis, Defensiones Theologiae Divi Thomae Aquinate de novo editae cura et studio RR. PP. Ceslai Paban et Thomae Pegues. Los tempranos compendios de su obra realizados por Paulus Soncinas y por Sylvestre Prierias también fueron muy utilizados en aquella época.
Capreolo estudió todas las discusiones doctrinales propias de su tiempo, y lo hizo en un estilo terso y vigoroso. Su obra es considerada uno de los grandes logros del escolasticismo.